# Hohenau (Németország)
Hohenau település Németországban, azon belül Bajorországban. Lakosainak száma 3327 fő (2023. december 31.). Hohenau Neuschönau, Grafenau, Ringelai, Freyung és Mauth községekkel határos.

## Népesség
A település népessége az elmúlt években az alábbi módon változott:
| Lakosok száma | 740  | 741  | 1045 | 2962 | 3288 | 3326 | 3311 | 3336 | 3330 | 3327 |
|               | 1875 | 1900 | 1950 | 1970 | 1987 | 2013 | 2015 | 2017 | 2021 | 2023 |